# Бьёркман, Хедвиг
Хедвиг Бьёркман (швед. Hedvig Björkman, полное имя Hedvig Maria Johanna Björkman; 1861—1933) — шведская художница.

## Биография
Родилась 16 декабря 1861 года в приходе Мёнстерос, округ Кальмар. Она была дочерью генерал-майора Пера Сэмюэля Вильгельма Бьоркмана (Pehr Samuel Wilhelm Björkman) и его жены Элизабет аф Понтин (Elisabeth af Pontin).
Хедвиг училась в школах художников Густава Цедерстрёма и Йохана Бёрйесона в Стокгольме в 1891 году и у Карла Ларссона в школе живописи Konsthögskolan Valand в Гётеборге в 1892 году.
Став профессиональной художницей, принимала участие в выставках, включая Стокгольмскую выставку (Allmänna konst- och industriutställningen) 1897 года и Всемирную выставку в Париже в 1900 году.
В начале 1920-х годов Хедвиг Бьёркман выполнила серию настенных картин на текстиле по мотивам из истории Кальмарского полка, которые были размещены Павильоне офицеров этого полка в городе Eksjö. Также она создала около 40 виньеток и иллюстраций для книги командира Кальмарского полка Фольке Руделиуса (Folke Rudelius) — «Kalmar regementes chefer 1623-1907».
Некоторые работы Бьёркман представлены в Художественном музее Кальмара.
Умерла 22 марта 1933 года в Стокгольме.